# Clarice Mukinda
Clarice Mukinda es una política angoleña.

## Biografía
Licenciada en Ciencias de la Educación especializada en francés trabajó como profesora de francés y, de 2006 a 2011, presidió el Instituto Desenvolvimento e Democracia (IDD).
Clarice Mukinda fue elegida en 2017  miembro de la Asamblea Nacional de Angola. Además forma parte de  la Unión Nacional para la Independencia Total de Angola. En particular, dirige la comisión parlamentaria sobre infancia y acción social.